# Jim Courtright
Jim Courtright (eigentlich James Milton Courtright; * 16. Dezember 1914 in North Bay; † 21. Februar 2003 in Kingston, Ontario) war ein kanadischer Speerwerfer.
1936 kam er bei den Olympischen Spielen in Berlin auf den 14. Platz.
Bei den British Empire Games 1938 in Sydney siegte er im Speerwurf und wurde Siebter im Kugelstoßen sowie Neunter im Diskuswurf.
1936 wurde er Kanadischer Meister. Im selben Jahr stellte er am 15. August in London mit 66,31 m seine persönliche Bestweite auf.